# 托馬斯·贝哈连德
托馬斯·贝哈连德（Tomas Behrend，1974年12月12日—），出生于巴西阿雷格里港，是一位德國男子職業網球運動員，他于5岁时开始练习网球，1991年移居至德国，1994年成为职业球手，2007年正式退役。

## 外部連結
- 托馬斯·贝哈连德（英文/西班牙文）的官方資料
- 托馬斯·贝哈连德的國際網球總會 職業／青少年 官方資料（英文）
- 托馬斯·贝哈连德的官方資料（英文）